# Dominique Pålsson Wiklund
Dominique Pålsson Wiklund, född 8 april 1994, är en svensk röstskådespelare och sångerska. Hon är dotter till Lizette Pålsson och syster till Leon Pålsson Sälling och Antonia Pålsson. Hon var tidigare en medlem i musikgruppen Popcorn och deltog som 10-åring i programmet Super Troupers i TV4.

## Filmografi (urval)
- 2012 – Tingeling - Vingarnas hemlighet
- 2013 – Violetta (TV-serie)
- 2013 – Epic – Skogens hemliga rike
- 2014 – Tingeling och piratfen
- 2014 – Stand by Me Doraemon
- 2014 – Pokémon: Diancie och förstörelsens kokong
- 2015 – Pokémon (TV-serie)
- 2015 – Croodarnas begynnelse (TV-serie)[4]
- 2015 – Bella and the Bulldogs (TV-serie)[5]
- 2016 – World of Winx (TV-serie)[6]
- 2016 – Lugn i stormen (TV-serie)
- 2017 – Ant-Man (TV-serie)[7]
- 2017 – Trassel: Serien (TV-serie)[8]
- 2018 – Lama Lama (TV-serie)[9]
- 2018 – Smallfoot
- 2018 – Alexa & Katie (TV-serie)
- 2018 – Harvey-tjejerna för alltid! (TV-serie)[10]
- 2019 – Marvel Rising: Leka med elden (TV-serie)[11]
- 2019 – Marvel Rising: Spökjägarna (TV-serie)[12]
- 2019 – Marvel Rising: Bandstriden (TV-serie)[13]
- 2019 – Mäster Mulle - Ett kungligt äventyr[14]
- 2019 – Förfärliga snömannen
- 2019 – Andra chansen: Rivaler![15]
- 2019 – Bayala: Ett magiskt äventyr[16]
- 2019 – Berättelser från sjön: Willy och sjöväktarna[17]
- 2019 – Invader Zim: Enter the Florpus[18]
- 2020 – Biomutant
- 2020 – Känn rytmen[19]
- 2020 – Monsterjakt för barnvakter[20]
- 2020 – Valpakademin (TV-serie)[21]
- 2020 – Madagaskar: Liten och vild (TV-serie)[22]
- 2020 – Barnvaktsklubben (TV-serie)[23]
- 2020 – Scoob!
- 2020 – Full Out 2: You Got This![24]
- 2020 – Familjen Bigfoot[25]
- 2020 – Julie and the Phantoms (TV-serie)[26]
- 2021 – Ridley Jones (TV-serie)[27]
- 2021 – Kitz (TV-serie)[28]
- 2021 – Spirit: Vild och fri[29]
- 2021 – Star Trek: Prodigy (TV-serie)
- 2021 – Ghostforce (TV-serie)[30]
- 2021 – Under Wraps[31]
- 2021 – Lugn i stormen - filmen[32]
- 2022 – Teletubbies (TV-serie)
- 2022 – Gymnastikskolan: Andra chansen[33]
- 2022 – Den sista bussen i världen (TV-serie)[34]
- 2022 – Everest och den osynliga staden (TV-serie)[35]
- 2022 – The Really Loud House (TV-serie)[36]
- 2022 – My Little Pony: Sätt din prägel på världen (TV-serie)[37]
- 2023 – Kiff (TV-serie)[38]
- 2023 – Mavka: Skogens väktare
- 2024 – Insidan ut 2